# Michaëlkerk (Veldhoven)
De Michaëlkerk is een kerkgebouw aan Dorpstraat 122 te Veldhoven.
Dit gebouw dateert van 1912 en werd gebouwd als Hervormde kerk. Het gebouw verving een voorganger uit 1826.
Toen de Hervormden in 1960 hun nieuwe Immanuelkerk betrokken, raakte het gebouw in verval, maar werd in gebruik genomen door De Christengemeenschap, een christelijke beweging op antroposofische grondslag.
Eind jaren '60 van de 20e eeuw werd het gebouw geheel vernieuwd, van binnen en van buiten witgepleisterd, en uiteindelijk omgeven met een op antroposofische principes (geen evenwijdige lijnen) gebaseerde groep bijgebouwen. Het kerkje kreeg toen de naam Michaëlkerk.
Het kerkje bedient een gebied dat Veldhoven, Eindhoven en de Kempen omvat.